# Manson (Washington)
Manson ist ein gemeindefreies Gebiet und census-designated place im Chelan County im US-Bundesstaat Washington. Es wurde 1912 nach Manson F. Backus, dem Präsidenten der Lake Chelan Land Company, benannt. Manson liegt im nördlichen zentralen Teil des Bundesstaates am Nordufer des Lake Chelan, etwa elf Kilometer (sieben Meilen) nordwestlich der Stadt Chelan.
Manson ist Teil der Metropolitan Statistical Area Wenatchee–East Wenatchee.
Die Postleitzahl des United States Postal Service für Manson ist 98831. Zum United States Census 2010 hatte Manson 1.468 Einwohner. 2010 war das erste Jahr, in dem Manson vom Census Bureau statistisch erfasst wurde.

## Weblinks

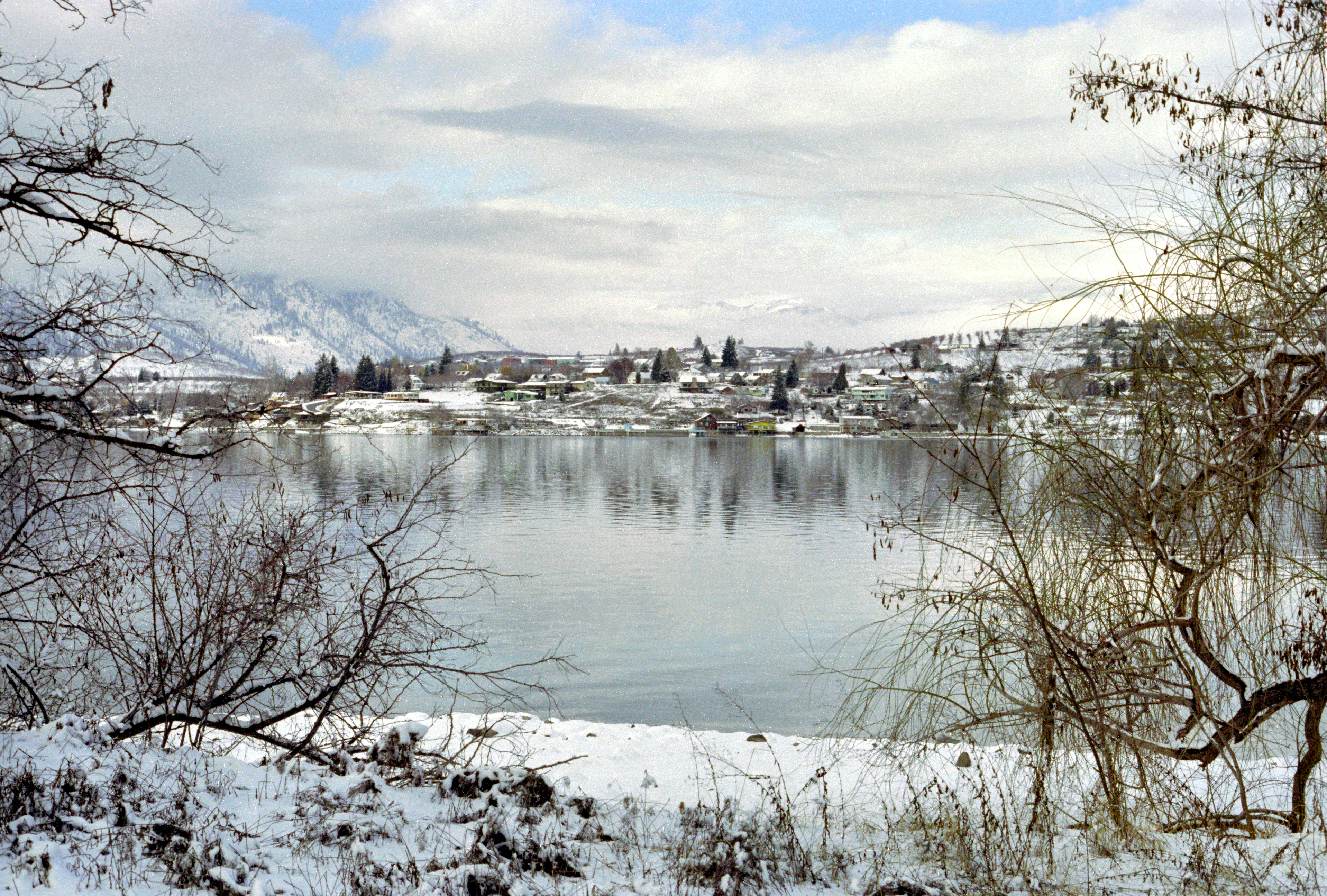
Ansicht von Manson vom Wapato Point aus